# Заједница непризнатих држава
Заједница непризнатих држава (рус. Содружество непризнанных государств), раније и често називана и Савез непризнатих држава (рус. Союз непризнанных государств), позната по акрониму СНГ-2 (од рус. СНГ-2) или по аналогији са ЗНД на српском језику: ЗНД 2), је заједница непризнатих или дјелимично признатих држава на постсовјетској територији. Чине је Република Абхазија, Република Јужна Осетија, Придњестровска Молдавска Република и Нагорно-Карабашка Република, формирајући такозвани "блок СНГ-2", а основана је 2. јула 2001. године на састанку министара иностраних послова држава чланица заједнице у Степанакерту. Претходно томе у Тираспољу је 20. новембра 2000. године је потписан договор о оснивању Савјета министара иностраних дјела као сталне координирајуће институције заједнице, као и консултативни савјет сачињен од експерата који би се бавили припремама састанака, а који се не би требали састајати рјеђе од два пута годишње.

## Карактеристике
Заједница непризнатих држава обухвата све непризнате или дјелимично признате земље које су проглашене током "параде суверенитета" и распада СССР, те које су настале усљед међуетничких конфликата на том подручју. И поред тога што су непризнате и што ниједна од њих није чланица УН, имају потпуну државну аутономију и политичку независност укључујући и постојање засебних државних институција и државних симбола. Оно што их све карактерише јесте постојање засебних устава, владā, оружаних снага, органа државне безбједности, те царинске и граничне службе. Политичке и економске структуре су се оспособиле да дјелују у засебној врсти ситуације коју је могуће описати као "ни мир, ни рат", тако да постоје одређени успјеси у уздизању порушених економија усљед ратних девастирања и касније потпуне или дјелимичне изолације из које излазе успорено. Оно што додатно усложњава ситуацију у непризнатим или дјелимично признатим државама Закавказја су и хиљаде избјеглица усљед честих оружаних сукоба и етничких чишћења.
Поред држава насталих на подручју бившег СССР, као чланови овакве заједнице су биле и двије републике на подручју бивше Југославије током њеног распада - Република Српска и Република Српска Крајина. Оно што им је било заједничко са другим републикама је управо био начин настајања и постојања у ратним условима. Међутим, у односу на државе на простору бившег Совјетског Савеза, ове двије српске републике су престале да постоје као фактички независне државе током 1995. године. Након операције "Олуја" и егзодуса српског становништва са подручја Српске Крајине изведеног од стране Хрватске, ова непризната држава је престала да постоји. Судбина Српске је била редукована аутономија и независност након Дејтонског мировног споразума, те постаје државним ентитетом који учествује у стварању послијератне Босне и Херцеговине као један од два равноправна ентитета. Судбина бивших фактички независних републикā Српска и Српска Крајина се наводе и као могућа слика судбине остатка земаља чланица ЗНД 2.

## Чланице

### Тренутни чланови
| Статистика чланица Заједнице непризнатих држава | Статистика чланица Заједнице непризнатих држава | Статистика чланица Заједнице непризнатих држава | Статистика чланица Заједнице непризнатих држава |
|                                                 | Република Абхазија                              | Република Јужна Осетија                         | Придњестровска Молдавска Република              |
| ----------------------------------------------- | ----------------------------------------------- | ----------------------------------------------- | ----------------------------------------------- |
| Застава                                         | Република Абхазија                              | Република Јужна Осетија                         | Придњестровска Молдавска Република              |
| Грб                                             | Република Абхазија                              | Република Јужна Осетија                         | Придњестровска Молдавска Република              |
| Главни град                                     | Сухум                                           | Цхинвал                                         | Тираспољ                                        |
| Проглашење независности                         | 26. новембар 1994. од Грузије                   | 21. децембар 1991. од Грузије                   | 2. септембар 1990. од Молдавске ССР             |
| Облик владавине                                 | предсједничка република                         | предсједничка република                         | предсједничка република                         |
| Предсједник                                     | Аслан Бжанија                                   | Анатолиј Бибилов                                | Вадим Красносељски                              |
| Премијер                                        | Александар Анкваб                               | Генадиј Бекоев (в.д.)                           | Александар Мартинов                             |
| Језици                                          | абхаски (државни) руски (упоредни)              | осетски, руски                                  | молдавски, руски и украјински                   |
| Површина                                        | 8665 km2                                        | 3990 km2                                        | 4163 km2                                        |
| Становништво                                    | 240 705 (2011.)                                 | 53 532 (2015.)                                  | 475 665 (2015.)                                 |
| Густина насељености                             | 28 ст./km2                                      | 13,73 ст./km2                                   | 134 ст./km2                                     |
| БДП                                             | 709,290 милиона долара                          | 0,1 милијарда долара                            | 1 052,2 милиона долара                          |
| Валута                                          | Абхазијски апсар Руска рубља                    | Јужноосетијски зарин Руска рубља                | Придњестровска рубља                            |

### Бивши чланови
| Статистика чланица Заједнице непризнатих држава | Статистика чланица Заједнице непризнатих држава      |
|                                                 | Република Арцах                                      |
| ----------------------------------------------- | ---------------------------------------------------- |
| Застава                                         | Република Арцах                                      |
| Грб                                             | Република Арцах                                      |
| Главни град                                     | Степанакерт                                          |
| Проглашење независности                         | 2. септембар 1991. од Азербејџанске ССР              |
| Укидање                                         | 1. јануар 2024. реинтеграција у Републику Азербејџан |
| Облик владавине                                 | предсједничка република                              |
| Предсједник                                     | Араик Арутјуњан                                      |
| Премијер                                        | Григориј Мартиросјан                                 |
| Језици                                          | јерменски (државни) руски (званични)                 |
| Површина                                        | ~3170 km2                                            |
| Становништво                                    | 150 932                                              |
| Густина насељености                             | 13,1 ст./km2                                         |
| БДП                                             | 480 милиона долара                                   |
| Валута                                          | Карабашки драм Јерменски драм                        |

### Признања чланица заједнице
- Република Абхазија:
  - чланице УН:  Русија,  Венецуела,  Науру,  Никарагва,  Сирија;
  - дјелимично признате:  Јужна Осетија,  ДНР;
  - непризнате:  Република Арцах,  Придњестровље;
- Република Арцах (Нагорно-Карабашка Република):
  - дјелимично признате:  Абхазија,  Јужна Осетија,
  - непризнате:  Придњестровље;
- Република Јужна Осетија:
  - чланице УН:  Русија,  Венецуела,  Науру,  Никарагва,  Сирија;
  - дјелимично признате:  Абхазија,  Западна Сахара,  ДНР,  ЛНР;
  - непризнате:  Република Арцах,  Придњестровље;
- Придњестровска Молдавска Република:
  - дјелимично признате:  Абхазија,  Јужна Осетија;
  - непризнате:  Република Арцах.